# Caucher Birkar
Caucher Birkar (Marivan, 1978) [en kurdo: کۆچەر بیرکار, también conocido como Fereydoun Derakhshani (persa: فریدون درخشانی)], es un matemático nacido en Irán y nacionalizado británico. En 2018 fue galardonado con la Medalla Fields.

## Biografía
De origen kurdo, estudió Matemáticas en la Universidad de Teherán, y en 2001 se trasladó a Inglaterra para realizar el doctorado en la Universidad de Nottingham. En 2003 destacó como el estudiante de doctorado más prometedor, según la London Mathematical Society. Su tesis la dirigieron los matemáticos rusos Ivan Fesenko y Vyacheslav Shokurov. Es profesor en la Universidad de Cambridge.
Sus contribuciones más destacadas pertenecen a la geometría algebraica, una de las ramas más clásicas de las matemáticas, disciplina que estudia «conjuntos de puntos que satisfacen una o más ecuaciones polinómicas». A esos conjuntos se les denomina variedades algebraicas. Además es uno de los principales contribuyentes a la geometría birracional, donde ha realizado aportaciones de gran impacto. En trabajos más recientes, Birkar estudió las variedades de Fano y singularidades de los sistemas lineales. Demostró varios problemas fundamentales como la conjetura de Shokurov sobre la delimitación de los complementos y la conjetura de Borisov-Alexeev-Borisov sobre la delimitación de las variedades Fano.
En 2010 recibió el Premio Leverhulme de matemáticas y estadística por sus contribuciones a la geometría algebraica y, en 2016, el Premio AMS Moore por el artículo 'Existence of minimal models for varieties of log general type', Journal of the AMS (2010) (junto con P. Cascini, C. Hacon y J. McKernan) y en 2018 lo ha sido con la Medalla Fields junto con los catedráticos Peter Scholze de la Universidad de Bonn (Alemania), Akshay Venkatesh de la Universidad de Stanford (Estados Unidos) y Alessio Figalli de la Escuela Politécnica Federal de Zúrich (Suiza).